# Ruttkay Erzsébet
Ruttkay Erzsébet (Hosszúpereszteg, 1844. szeptember 20. – ?) színésznő.

## Pályafutása
Rupkai János és Tisztás Anna leánya, 1844. szeptember 26-án keresztelték Hosszúperesztegen. Székely György szerint 1864-ben kezdte a pályát Kovács–Budai társulatánál, míg Schöpflin szerint 1865. június 20-án lépett a színipályára mint szubrett. Szerepelt operettben és népszínművekben is, valamint kisebb prózai szerepeket is eljátszott. Kovács József és Budai Józsefné egyesített társulatánál 30 évig működött. 1894-ben nyugalomba vonult.
Első férje Hegyesi Ferenc (1824 – Nagyvárad, 1879. március 18.) színész, aki 1843. december 13-án kezdte pályáját, mint római katolikus pap. 1848-49-ben ő is fegyverrel védte hazáját. Utoljára Várady Ferenc társulatánál állt szerződésben. Huzamosabb ideig működött Győrött, Miskolcon, Aradon stb.
Második férje Fábián László (1850–1902) igazgató volt, akivel 1879-ben házasodtak össze.

## Fontosabb szerepe
- Leona (Offenbach: Szép Heléna)

## Működési adatai
1871: Várady Ferenc; 1872: Balogh György; 1873: Győrffy Antal; 1874: Várnay Fábián; 1881: Lengyel; 1884: Aradi Gerő; 1885: Völgyi O. József; 1886: Irsay Zsigmond; 1888: Homokai László; 1894: Bokody Antal.